# Nyrebäcken
Nyrebäcken är ett vattendrag i Halmstads kommun i Hallands län som mynnar i Kattegatt vid Tylösand. Total längd cirka 18 km. I sitt övre lopp är den kraftigt dikad. Rinner sedan mera fritt genom Möllegårds naturreservat. 
Mellan den 8 och 9 juni 2020 flyttades bäckens utlopp medelst grävmaskiner av okända personer i vad som rubricerats som ett miljöbrott som kan ge långtgående konsekvenser för djurlivet i området.